# 姫路市立陸上競技場
姫路市立陸上競技場（ひめじしりつりくじょうきょうぎじょう）は、兵庫県姫路市の手柄山平和公園内にある陸上競技場。施設は姫路市が所有し、一般財団法人姫路市まちづくり振興機構が指定管理者として運営管理を行っている。
2015年7月1日より姫路ケーブルテレビが命名権を取得し、同局の愛称に由来する「ウインク陸上競技場」と呼称される。契約期間は2020年に更新され、2025年（令和7年）3月31日まで延長されることになった。

## 概要
1964年の東京オリンピックにあわせて竣工された、兵庫県西部を代表する陸上競技の中心的な施設で、従来は第一種公認陸上競技場であったが、2017年の改修により日本陸連第二種公認競技場となる。また、従来よりサブグラウンド（補助競技場）を有していなかったが、2016年に同競技場に隣接する多目的広場に1周3レーン・60m直線6レーンの走路が敷設され、この役割を担っている。
1970年代～1980年代までは全国高等専門学校ラグビーフットボール大会にも使用されていた。2006年開催の第61回国民体育大会ではラグビー少年が実施された。
サッカー公式試合の試合会場としても活用されており、現在はなでしこリーグ1部のASハリマアルビオンが当競技場をホームスタジアムとし、主催試合を行っている。以前にはヴィッセル神戸がJFL時代にリーグ公式戦を、INAC神戸レオネッサがなでしこリーグ公式戦を行ったことがある。他では天皇杯全日本サッカー選手権大会の試合会場にも使用されていた。

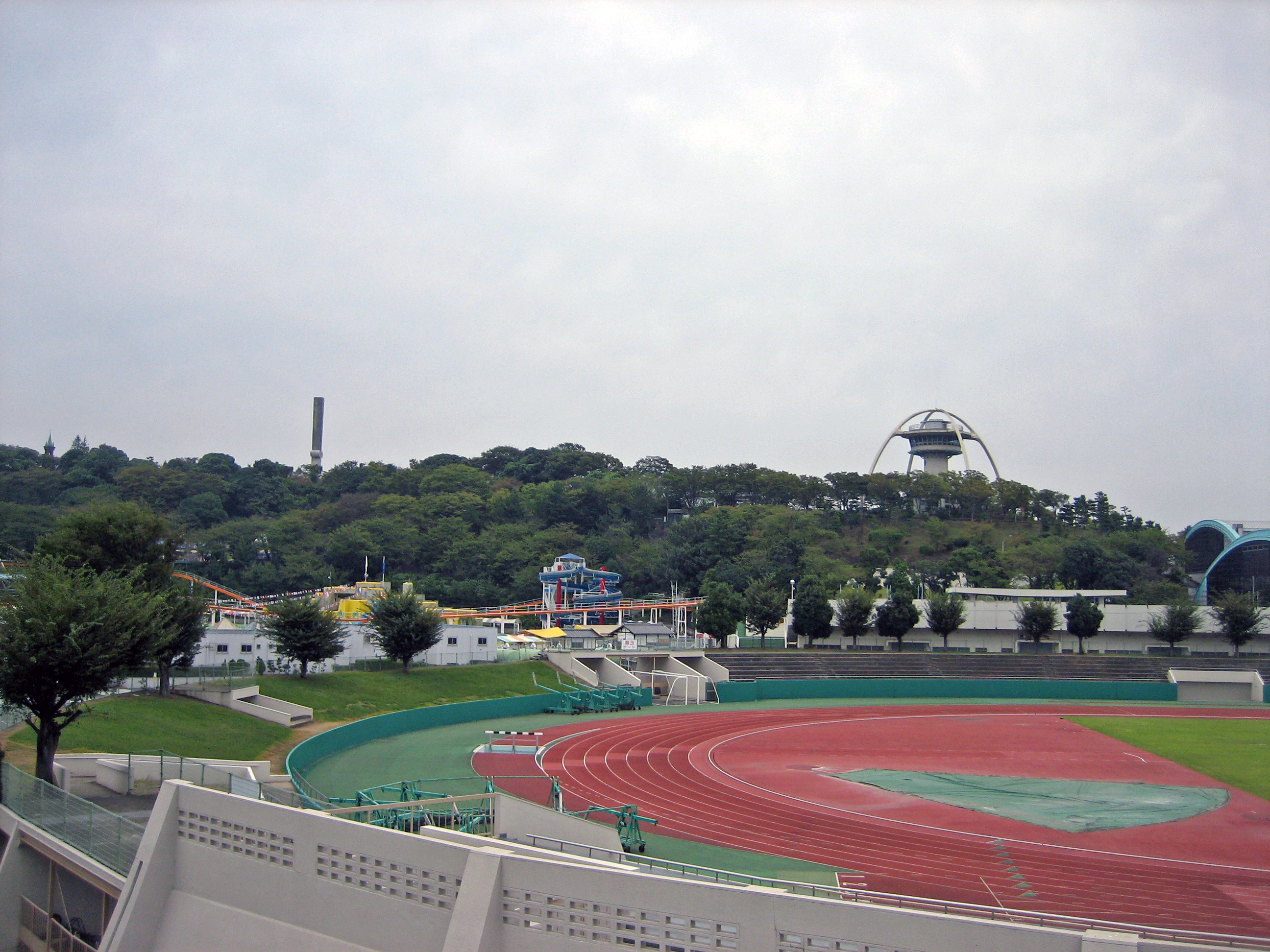
奥に慰霊塔と展望台
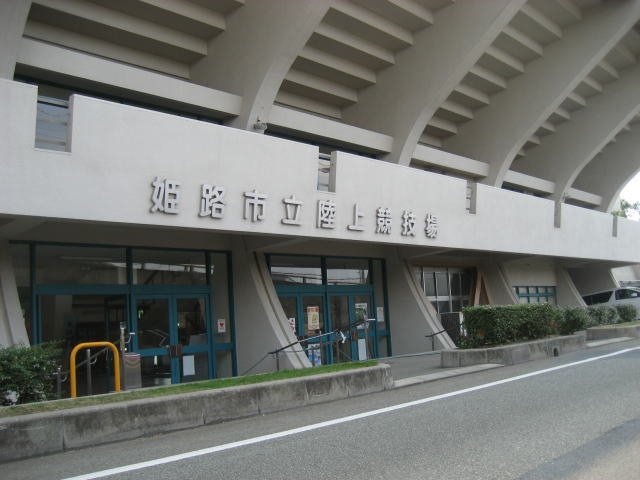
競技場入り口

## 施設概要
- 面積：19,800㎡
- 日本陸上競技連盟第二種公認
- トラック（全天候型ウレタントラック）：400m×8レーン
- フィールド内：天然芝（ヒメコウライ芝）
- 収容人員：約20,000人（メインスタンド：6,000人［管理棟中段は個別座席、管理棟上段はベンチ席、その他は石段席〔管理棟には屋根あり〕］、バックスタンド：3,000人［石段席］、サイドスタンド：11,000人［北側スタンドは芝生席、南側スタンドは石段席］）
  - 2020年9月26日から2021年2月28日にかけてメインスタンドの改修工事を行い、現行のレイアウトとなる。それ以前は管理棟中央にベンチ席があるのみで、その他は石段席であった。
- 照明設備：なし
- スコアボードは常設されていない。
  - サッカーの公式試合開催時は、ゴールライン裏（設置位置［北もしくは南］はその時の状況による）に仮設のパネル式スコアボードを設置し、チーム名と選手名はベンチ裏にパネル式ボードを設置して対応している。
  - 以前は向正面に黒板型の簡易ボードを設置し、得点については印刷した用紙を貼り付けていた。
- サブグラウンド［補助競技場］（競技場南の多目的広場内）：［トラック（全天候舗装〔トップエースCL・ローラーエンボス仕上げ〕）］300m×3レーン、［60m直線走路］6レーン